# Jean-Moulin-Denkmal (Quimper)

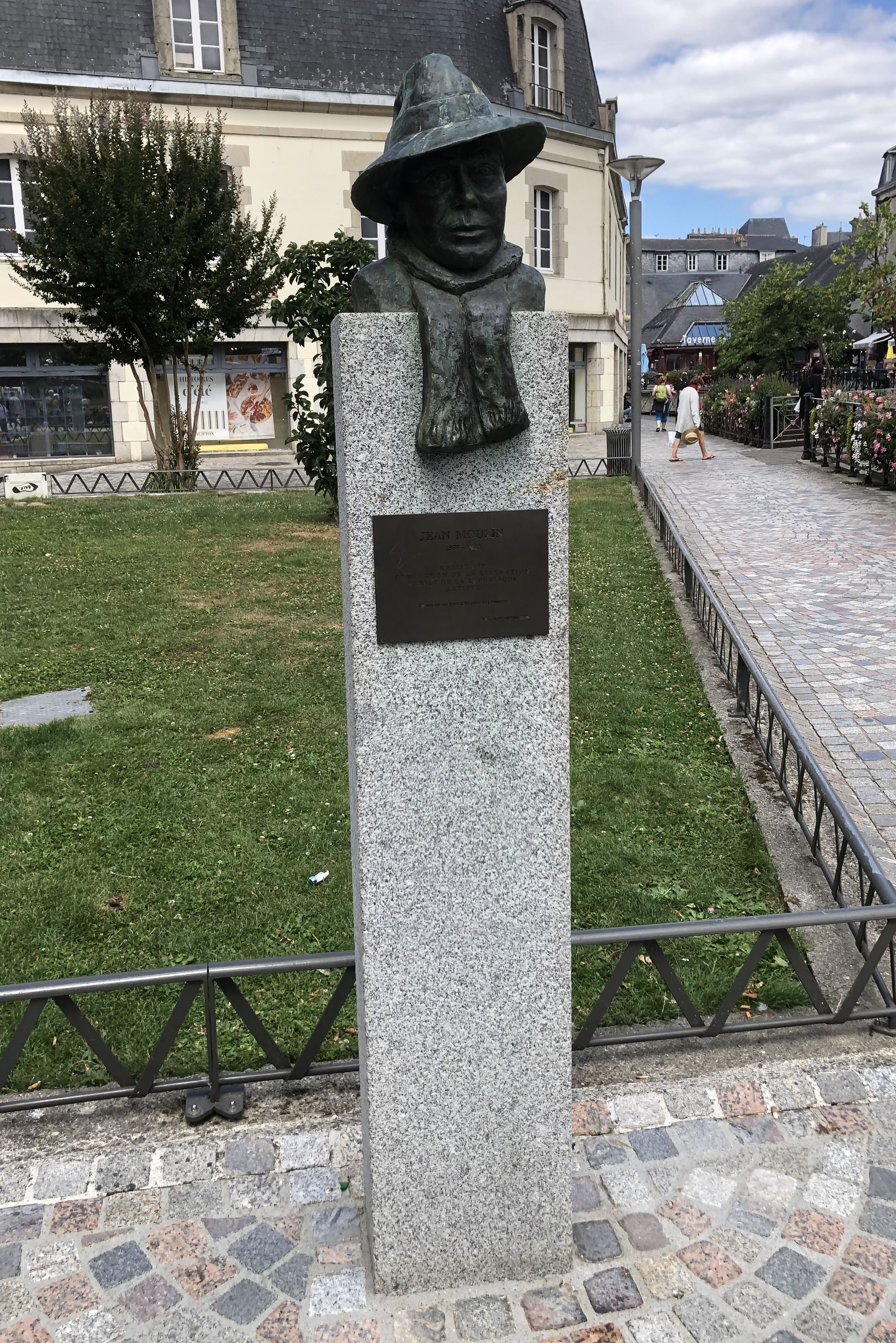
Jean-Moulin-Denkmal im Jahr 2022

Das Jean-Moulin-Denkmal ist ein Denkmal für den französischen Widerstandskämpfer Jean Moulin (1899–1943) in Quimper in der Bretagne in Frankreich.
Es befindet sich im Stadtzentrum von Quimper auf dem Sq. Préfet Jean Moulin, nahe dem Westufer des Flusses Steïr.
Jean Moulin gilt als Schlüsselfigur des französischen Widerstands gegen die deutsche Besatzung während des Zweiten Weltkriegs. Moulin war von 1930 bis 1933 Unterpräfekt im Département Finistère in Châteaulin und besuchte in dieser Zeit häufiger Quimper.
Das 2003 errichtete Denkmal besteht aus einer schmalen, hohen, steinernen Stele, an deren oberen Ende sich eine bronze Büste befindet. Die von der Bildhauerin Françoise Trin geschaffene Büste stellte Jean Moulin mit Hut und Schal dar, wobei der Schal etwas an der Stele hinunter hängt. Unterhalb der Büste ist auf der nach Süden ausgerichteten Vorderseite eine Inschriftentafel angebracht, die auf sein Wirken hinweist. Sie trägt die französischsprachige Inschrift:
1899–1943
RESISTANT

COMPAGNON DE LA LIBERATION

PREFET DE LA REPUBLIQUE

ARTISTE
Sa vie est un exemple pour la Jeunesse